# フェイ・ロビンソン
フェイ・ロビンソン（Faye Robinson、1943年11月2日 - )は、アメリカのソプラノ歌手。
ヒューストンの生まれ。テキサス・サザン大学に進学後、エレン・フォールやルース・スチュワート等に声楽を学び、1969年にサンフランシスコ・オペラ・オーディションで第一位を獲得している。1972年にニューヨーク・シティ・オペラで初舞台を踏んだ。1973年にはワシントン・シティ・オペラに出演してオペラ歌手としての地歩を固めた。1974年にはエクサン・プロヴァンス音楽祭にも参加してヨーロッパ各地でも歌うようになった。

## 参照
1. ↑  oxfordindex.oup.com
2. ↑   Billboard. Nielsen Business Media, Inc.. (1969-08-09). p. 72

| スタブアイコン | サブスタブ | この項目は、まだ閲覧者の調べものの参照としては役立たない、人物に関連した書きかけの項目です。この項目を加筆・訂正などしてくださる協力者を求めています（P:人物伝/PJ:人物伝）。 |